# París-Niça 1971
La París-Niça 1971 fou la 29a edició de la París-Niça. És un cursa ciclista que es va disputar entre el 10 i el 17 de març de 1971. La cursa fou guanyada per tercer any consecutiu pel belga Eddy Merckx, de l'equip Molteni. Segon fou el suec Gösta Pettersson (Ferretti) i tercer l'espanyol Luis Ocaña (Bic). En les classificacions secundàries, Michel Périn s'emportà la de la muntanya i Merckx la combinada.

## Recorregut
El recorregut de 1.1128 quilòmetres es divideix en nou etapes i un pròleg disputats en 7 dies. Hi ha tres contrarellotges individuals: el pròleg, el segon sector de la segona etapa i el darrer dia amb la cronoescalada al coll d'Esa. Es reparteixen bonificacions de sis, quatre i dos segons pels tres primers en línia de meta menys en el pròleg que les bonificacions són de quatre, tres, dos i un segon pels quatre primers de l'etapa.

## Participants
En aquesta edició de la París-Niça hi preneren part 98 corredors dividits en 11 equips: Molteni, Bic, Ferretti, Fagor-Mercier, Flandria-Mars, Filotex, Peugeot-BP-Michelin, Sonolor-Lejeune, Goudsmit-Hoff, TI-Carlton i Hoover-De Gribaldy. La prova l'acabaren 70 corredors.

## Desenvolupament
La prova és una tirania de Merckx i el seu equip. El belga és líder en totes les etapes menys en el segon sector de la segona etapa, ja que Eric Leman aconsegueix el primer lloc en la general gràcies a les bonificacions.
Merckx basa la seva victòria en el seu domini en les contrarellotges, ja que guanya les tres que es disputen: el pròleg en la pujada de Dourdan, la crono del tercer dia a Autun i la cronoescalada al coll d'Esa. A més, en la primera etapa provoca un tall de 18 corredors que li treuen 11' 30" al gran grup on hi ha Raymond Poulidor i Franco Bitossi.
El domini de Merckx és tan gran que pràcticament no hi ha combativitat en la resta de favorits. La majoria d'etapes en línia es resolen en un esprint massiu. Només Vianen i Ronald De Witte guanyen després d'una fuga en la cinquena i sisena etapa. Aquesta darrera és l'única amb alguna incidència, ja que Luis Ocaña punxa a quatre quilòmetres de meta deixant-se quinze segons amb la resta de favorits. L'espanyol perd definitivament la segona posició en la general en favor de Gösta Pettersson, ja que no pot recuperar aquesta diferència en la contrarellotge final al coll d'Esa.
L'altre gran nom de la prova és Eric Leman que s'imposa en tres etapes. Leman podria haver guanyat alguna etapa més però el seu equip, Flandria Mars, no pren la sortida en la sisena etapa per la mort del seu líder Jean-Pierre Monseré en una cursa a Bèlgica.

## Resultats de les etapes
| Etapes              | Data       | Recorregut                        | Km       | Vencedor d'etapa | Líder de la general |
| ------------------- | ---------- | --------------------------------- | -------- | ---------------- | ------------------- |
| Pròleg              | 10 de març | Dourdan (CRI)                     | 1,7 km   | Eddy Merckx      | Eddy Merckx         |
| 1a etapa            | 11 de març | Dourdan-Troyes                    | 200 km   | Eric Leman       | Eddy Merckx         |
| 2a etapa, 1r sector | 12 de març | Chablis-Autun                     | 128 km   | Eric Leman       | Eric Leman          |
| 2a etapa, 2n sector | 12 de març | Autun-Autun (CRI)                 | 4.7 km   | Eddy Merckx      | Eddy Merckx         |
| 3a etapa            | 13 de març | Autun-Saint-Étienne               | 196 km   | Franco Bitossi   | Eddy Merckx         |
| 4a etapa            | 14 de març | Saint-Étienne-Bollène             | 181.5 km | Eric Leman       | Eddy Merckx         |
| 5a etapa            | 15 de març | Bollène-Saint-Rémy-de-Provence    | 139 km   | Gerard Vianen    | Eddy Merckx         |
| 6a etapa            | 16 de març | Saint-Rémy-de-Provence-Draguignan | 186.5 km | Ronald de Witte  | Eddy Merckx         |
| 7a etapa, 1r sector | 17 de març | Draguignan-Niça                   | 108 km   | Raymond Riotte   | Eddy Merckx         |
| 7a etapa, 2n sector | 17 de març | Niça-coll d'Esa (CRI)             | 9.5 km   | Eddy Merckx      | Eddy Merckx         |

## Etapes

### Pròleg
10-03-1971. Dourdan-Dourdan, 1.7 km. CRI
|    | Ciclista         | Equip           | Temps  |
| -- | ---------------- | --------------- | ------ |
| 1  | Eddy Merckx      | Molteni         | 2' 49" |
| 2  | Raymond Poulidor | Fagor-Mercier   | + 2"   |
| 3  | Luis Ocaña       | Bic             | + 5"   |
| 4  | Franco Bitossi   | Filotex         | + 7"   |
| 5  | Joop Zoetemelk   | Flandria-Mars   | m. t.  |
| 6  | Leif Mortensen   | Bic             | + 8"   |
| 7  | Charly Grosskost | Bic             | + 9"   |
| 8  | Gösta Pettersson | Ferretti        | + 13"  |
| 9  | Gilbert Bellone  | Sonolor-Lejeune | m. t.  |
| 10 | Yves Hézard      | Sonolor-Lejeune | + 14"  |

### 1a etapa
11-03-1971. Dourdan-Troyes, 200 km.
|    | Ciclista         | Equip               | Temps      |
| -- | ---------------- | ------------------- | ---------- |
| 1  | Eric Leman       | Flandria-Mars       | 4h 46' 51" |
| 2  | Eddy Merckx      | Molteni             | m. t.      |
| 3  | Jan Janssen      | Bic                 | m. t.      |
| 4  | Walter Godefroot | Peugeot-BP-Michelin | m. t.      |
| 5  | Charles Rouxel   | Peugeot-BP-Michelin | m. t.      |
| 6  | Erik Pettersson  | Ferretti            | m. t.      |
| 7  | Joop Zoetemelk   | Flandria-Mars       | m. t.      |
| 8  | Jacky Mourioux   | Fagor-Mercier       | m. t.      |
| 9  | Lucien Aimar     | Sonolor-Lejeune     | m. t.      |
| 10 | Gösta Pettersson | Ferretti            | m. t.      |

### 2a etapa, 1r sector
12-03-1971. Chablis-Autun 128 km.
|   | Ciclista             | Equip           | Temps      |
| - | -------------------- | --------------- | ---------- |
| 1 | Eric Leman           | Flandria-Mars   | 3h 27' 49" |
| 2 | Franco Bitossi       | Filotex         | m. t.      |
| 3 | Roger Rosiers        | Bic             | m. t.      |
| 4 | Barry Hoban          | Sonolor-Lejeune | m. t.      |
| 5 | Daniel van Ryckeghem | Sonolor-Lejeune | m. t.      |
| 6 | Henk Benjamins       | Goudsmit-Hoff   | m. t.      |
| 7 | Jacky Mourioux       | Fagor-Mercier   | m. t.      |
| 8 | Eddy Merckx          | Molteni         | m. t.      |
| 9 | Léo Duyndam          | Goudsmit-Hoff   | m. t.      |

### 2a etapa, 2n sector
12-03-1971. Autun-Autun 4.7 km. CRI
|   | Ciclista         | Equip               | Temps  |
| - | ---------------- | ------------------- | ------ |
| 1 | Eddy Merckx      | Molteni             | 6' 31" |
| 2 | Luis Ocaña       | Bic                 | + 11"  |
| 3 | Ferdinand Bracke | Peugeot-BP-Michelin | + 12"  |
| 4 | Leif Mortensen   | Bic                 | + 13"  |
| 5 | Gösta Pettersson | Ferretti            | + 14"  |
| 6 | Barry Hoban      | Sonolor-Lejeune     | + 16"  |
| 7 | Raymond Poulidor | Fagor-Mercier       | + 18"  |
| 8 | Désiré Letort    | Bic                 | m. t.  |
| 9 | Gilbert Bellone  | Sonolor-Lejeune     | + 20"  |

### 3a etapa
13-03-1971. Autun-Saint-Étienne 196 km.
|    | Ciclista            | Equip               | Temps      |
| -- | ------------------- | ------------------- | ---------- |
| 1  | Franco Bitossi      | Filotex             | 5h 50' 50" |
| 2  | Barry Hoban         | Sonolor-Lejeune     | m. t.      |
| 3  | Daniel Vanryckeghem | Sonolor-Lejeune     | m. t.      |
| 4  | Jan Janssen         | Bic                 | m. t.      |
| 5  | Roger Rosiers       | Bic                 | m. t.      |
| 6  | Raymond Poulidor    | Fagor-Mercier       | m. t.      |
| 7  | Robert Bouloux      | Peugeot-BP-Michelin | m. t.      |
| 8  | Gérard Vianen       | Fagor-Mercier       | m. t.      |
| 9  | Leif Mortensen      | Bic                 | m. t.      |
| 10 | Eddy Merckx         | Molteni             | m. t.      |

### 4a etapa
14-03-1971. Saint-Étienne-Bollène, 181.5 km.
|   | Ciclista            | Equip              | Temps      |
| - | ------------------- | ------------------ | ---------- |
| 1 | Eric Leman          | Flandria-Mars      | 4h 57' 59" |
| 2 | Harry Steevens      | Goudsmit-Hoff      | m. t.      |
| 3 | Daniel Vanryckeghem | Sonolor-Lejeune    | m. t.      |
| 4 | Jan Janssen         | Bic                | m. t.      |
| 5 | René Pijnen         | Bic                | m. t.      |
| 6 | Eddy Merckx         | Molteni            | m. t.      |
| 7 | Gérard Briend       | Hoover-De Gribaldy | m. t.      |
| 8 | Alberto Della Torre | Filotex            | m. t.      |

### 5a etapa
15-03-1971. Bollène-Saint-Rémy-de-Provence, 139 km.
|   | Ciclista            | Equip           | Temps      |
| - | ------------------- | --------------- | ---------- |
| 1 | Gerard Vianen       | Fagor-Mercier   | 3h 21' 41" |
| 2 | Leo Duyndam         | Goudsmit-Hoff   | + 3"       |
| 3 | Daniel Vanryckeghem | Sonolor-Lejeune | + 4"       |
| 4 | Jacky Mourioux      | Fagor-Mercier   | m. t.      |
| 5 | Leif Mortensen      | Bic             | m. t.      |
| 6 | Eddy Peelman        | Fagor-Mercier   | m. t.      |
| 7 | Régis Delépine      | Fagor-Mercier   | m. t.      |
| 8 | Georges Chappe      | Fagor-Mercier   | m. t.      |
| 9 | Franco Bitossi      | Filotex         | m. t.      |

### 6a etapa
16-03-1971. Saint-Rémy-de-Provence-Draguignan, 186,5 km.
|    | Ciclista         | Equip               | Temps      |
| -- | ---------------- | ------------------- | ---------- |
| 1  | Ronald de Witte  | Peugeot-BP-Michelin | 4h 40' 11" |
| 2  | Derek Harrison   | TI-Carlton          | m. t.      |
| 3  | Eddy Merckx      | Molteni             | + 2' 05"   |
| 4  | Gösta Pettersson | Ferretti            | m. t.      |
| 5  | Barry Hoban      | Sonolor-Lejeune     | + 2' 18"   |
| 6  | Jan Krekels      | Goudsmit-Hoff       | m. t.      |
| 7  | Yves Hézard      | Sonolor-Lejeune     | m. t.      |
| 8  | Erik Pettersson  | Ferretti            | m. t.      |
| 9  | Désiré Letort    | Bic                 | m. t.      |
| 10 | Rolf Wolfshohl   | Fagor-Mercier       | m. t.      |

### 7a etapa, 1r sector
17-03-1971. Draguignan-Niça, 108 km.
|    | Ciclista              | Equip           | Temps      |
| -- | --------------------- | --------------- | ---------- |
| 1  | Raymond Riotte        | Sonolor-Lejeune | 2h 46' 51" |
| 2  | Frans Mintjens        | Molteni         | m. t.      |
| 3  | Georges Chappe        | Fagor-Mercier   | m. t.      |
| 4  | Michel Périn          | Fagor-Mercier   | m. t.      |
| 5  | Gerben Karstens       | Goudsmit-Hoff   | m. t.      |
| 6  | Georges Vanconingsloo | Molteni         | m. t.      |
| 7  | René Pijnen           | Bic             | m. t.      |
| 8  | Jean-Pierre Genet     | Fagor-Mercier   | m. t.      |
| 9  | Wim Schepers          | Goudsmit-Hoff   | m. t.      |
| 10 | Roberto Ballini       | Ferretti        | m. t.      |

### 7a etapa, 2n sector
17-03-1971. Niça-coll d'Esa, 9.5 km. CRI
|    | Ciclista            | Equip           | Temps    |
| -- | ------------------- | --------------- | -------- |
| 1  | Eddy Merckx         | Molteni         | 20' 44"  |
| 2  | Raymond Poulidor    | Fagor-Mercier   | + 7"     |
| 3  | Leif Mortensen      | Bic             | + 28"    |
| 4  | Désiré Letort       | Bic             | + 30"    |
| 5  | Gösta Pettersson    | Ferretti        | + 33"    |
| 6  | Luis Ocaña          | Bic             | + 36"    |
| 7  | Jos Deschoenmaecker | Molteni         | + 1' 23" |
| 8  | Derek Harrison      | TI-Carlton      | + 1' 25" |
| 9  | Gilbert Bellone     | Sonolor-Lejeune | + 1' 37" |
| 10 | Yves Hézard         | Sonolor-Lejeune | + 1' 39" |

## Classificacions finals

### Classificació general
|    | Ciclista            | Equip               | Temps       |
| -- | ------------------- | ------------------- | ----------- |
| 1  | Eddy Merckx         | Molteni             | 30h 21' 38" |
| 2  | Gösta Pettersson    | Ferretti            | + 58"       |
| 3  | Luis Ocaña          | Bic                 | + 1' 09"    |
| 4  | Désiré Letort       | Bic                 | + 1' 13"    |
| 5  | Erik Pettersson     | Ferretti            | + 2' 36"    |
| 6  | Lucien Aimar        | Sonolor-Lejeune     | + 2' 41"    |
| 7  | Jos Deschoenmaecker | Molteni             | + 4' 12"    |
| 8  | Charles Rouxel      | Peugeot-BP-Michelin | + 4' 17"    |
| 9  | Fran Mintjens       | Molteni             | + 5' 59"    |
| 10 | Jacky Mourioux      | Fagor-Mercier       | + 6' 28"    |

## Evolució de les classificacions
| Etapa (Vencedor)                     | Classificació general |
| ------------------------------------ | --------------------- |
| 0Pròleg (Eddy Merckx)                | Eddy Merckx           |
| 0Etapa 1 (Eric Leman)                | Eddy Merckx           |
| 0Etapa 2, 1r sector (Eric Leman)     | Eric Leman            |
| 0Etapa 2, 2n sector (Eddy Merckx)    | Eddy Merckx           |
| 0Etapa 3 (Franco Bitossi)            | Eddy Merckx           |
| 0Etapa 4 (Eric Leman)                | Eddy Merckx           |
| 0Etapa 5 (Gerard Vianen)             | Eddy Merckx           |
| 0Etapa 6 (Ronald de Witte)           | Eddy Merckx           |
| 0Etapa 7, 1r sector (Raymond Riotte) | Eddy Merckx           |
| 0Etapa 7, 2n sector (Eddy Merckx)    | Eddy Merckx           |